# 山中桂一
山中 桂一（やまなか けいいち、1940年7月10日 - ）は、日本の言語学者。東京大学名誉教授。専門は一般言語学・英語学・記号論・詩学。

## 経歴
高知県生まれ。1962年東京外国語大学英米語学科卒業。1965年東京大学大学院人文科学研究科（英語英文学）修士課程修了。東海大学助教授、1979年東京大学教養学部助教授、1989年教授。1996年、東京大学大学院総合文化研究科教授。2001年定年退官、名誉教授、東洋大学文学部英語コミュニケーション学科教授。

## 著訳書

### 著書
- 『文化記号論への招待――ことばのコードと文化のコード』（池上嘉彦・唐須教光との共著）、有斐閣、1983年。ISBN 4-641-02345-X。
  - 『文化記号論――ことばのコードと文化のコード』（池上嘉彦・唐須教光との共著）、講談社〈講談社学術文庫〉、1994年。ISBN 4-06-159137-1。
- 『詩とことば――ヤコブソンの言語科学1』勁草書房、1989年。ISBN 4-326-15224-9。
- 『かたちと意味――ヤコブソンの言語科学2』勁草書房、1995年。ISBN 4-326-15225-7。
- 『日本語のかたち――対照言語学からのアプローチ』東京大学出版会、1998年。ISBN 4-13-080004-3。
- 『和歌の詩学』大修館書店、2003年。ISBN 4-469-22159-7。

### 編書
- 『The locus of meaning — Papers in honor of Yoshihiko Ikegami』（大堀寿夫との共編）、くろしお出版、1997年。ISBN 4-87424-147-6。
- 『言語態の問い――シリーズ言語態1』（石田英敬との共編）、東京大学出版会、2001年。ISBN 4-13-084061-4。
- 『意味論――英語学文献解題 第7巻』（原口庄輔・今西典子との共編）、研究社、2005年。ISBN 4-7674-3117-4。

### 訳書
- アイザック・アシモフ『近東の歴史――アシモフ選集 歴史編 第12』共立出版、1970年。
- F・P・ディニーン『一般言語学――言語理論の展開と現状』（三宅鴻・秋元実治との共訳）、大修館書店、1973年。
- E・F・K・ケルナー『ソシュールの言語論――その淵源と展開』大修館書店、1982年。ISBN 4-469-21104-4。
- R・ヤコブソン『言語とメタ言語』（池上嘉彦との共訳）、勁草書房、1984年。ISBN 4-326-19862-1。
- P・スタイナー『ロシア・フォルマリズム――ひとつのメタ詩学』勁草書房、1986年。ISBN 4-326-15182-X。